# Новополеводинское муниципальное образование
Новополеводинское муниципальное образование — упразднённое сельское поселение в Балаковском районе Саратовской области Российской Федерации.
Административный центр — село Новополеводино.

## История
Статус и границы сельского поселения были установлены Законом Саратовской области от 27 декабря 2004 года № 103-ЗСО «О муниципальных образованиях, входящих в состав Балаковского муниципального района».
Законом Саратовской области от 28 апреля 2015 года № 41-ЗСО, Быково-Отрогское, Еланское, Комсомольское, Кормёжское, Красноярское, Маянгское, Наумовское, Новоелюзанское, Новополеводинское, Пылковское и Сухо-Отрогское муниципальные образования преобразованы, путём объединения, во вновь образованное «Быково-Отрогское муниципальное образование Балаковского муниципального района Саратовской области» с административным центром в селе Быков Отрог.

## Население
| 2010 | 2011 | 2012 | 2013 | 2014 | 2015 |
| ---- | ---- | ---- | ---- | ---- | ---- |
| 947  | →947 | ↘931 | ↗983 | ↗988 | ↘977 |

## Состав сельского поселения
| № | Населённый пункт | Тип населённого пункта       | Население |
| - | ---------------- | ---------------------------- | --------- |
| 1 | Ивановка         | село                         | 14        |
| 2 | Кирово           | село                         | 71        |
| 3 | Красноармеец     | посёлок                      | 0         |
| 4 | Новополеводино   | село, административный центр | ↘835      |
| 5 | Чапаев           | село                         | 27        |